# Новина-Добрятинська
Новина-Добрятинська — село в Україні, у Млинівській селищній громаді Дубенського району Рівненської області. До 2016 у складі Добрятинської сільської ради. Населення становить 127 осіб.

## Географія
Село розташоване на правому березі річки Ікви.

## Історія
У 1906 році колонія Млинівської волості Дубенського повіту Волинської губернії. Відстань від повітового міста 18 верст, від волості 4. Дворів 34, мешканців 179.
7 (20) листопада 1917 року, відповідно до Третього Універсалу Української Центральної Ради, увійшло до складу Української Народної Республіки.
12 червня 2020 року, відповідно до розпорядження Кабінету Міністрів України № 722-р від «Про визначення адміністративних центрів та затвердження територій територіальних громад Рівненської області», увійшло до складу Млинівської селищної громади.
19 липня 2020 року, в результаті адміністративно-територіальної реформи та ліквідації Млинівського району, село увійшло до складу Дубенського району.